# Andreas Gotzmann
Andreas Gotzmann (* 1960 in Karlsruhe) ist ein deutscher Historiker und Religionswissenschaftler mit dem Forschungsschwerpunkt jüdische Geschichte und Kultur. Sein 1999 begründeter Lehrstuhl für Judaistik und Religionswissenschaft an der Universität Erfurt ist die erste und einzige Institution für Forschung und Lehre im Bereich des Judentums und der jüdischen Geschichte im Freistaat Thüringen.

## Leben
Gotzmann studierte Jüdische Studien mit den Schwerpunkten Jüdische Geschichte, Rabbinica und Codices und Jüdische Kunstgeschichte an der 1979 gegründeten Hochschule für Jüdische Studien Heidelberg. Parallel dazu absolvierte er ein Studium an der Universität Heidelberg. Von 1990 bis 1995 folgten Studien und ein research fellowship in New York und Jerusalem. Seine Promotion erfolgte 1995 in Judaistik an der Freien Universität Berlin. Von 1994 bis 1999 war er Wissenschaftlicher Mitarbeiter, dann Wissenschaftlicher Assistent in Judaistik an der Universität Frankfurt am Main. Seit 1999 ist er Professor für Judaistik und Religionswissenschaft an der neu gegründeten Universität Erfurt.
Er ist Mitglied zahlreicher nationaler und internationaler Fachverbände und wissenschaftlicher Beiräte, Kooperationen und Forschungszusammenschlüsse. Unter anderem war er von 2002 bis 2006 Vorstandsmitglied des Verbands der Judaisten in der Bundesrepublik Deutschland. Seit vielen Jahren sitzt er im Vorstand der Wissenschaftlichen Arbeitsgemeinschaft des Internationalen Leo Baeck Instituts.

## Forschung
Von Andreas Gotzmann liegen wissenschaftliche Publikationen insbesondere zur deutsch-jüdischen Geschichte vor. Als Spezialist für frühneuzeitliche sowie moderne jüdische Geschichte erstreckt sich sein Werk vom 16. Jahrhundert bis hin zur Zeitgeschichte. Im Zentrum der kulturwissenschaftlich orientierten historischen Arbeiten stehen insbesondere Fragen zur Struktur und Bedeutung kulturellen Wandels und kultureller sozialer Stabilisierungsprozesse. Neben übergreifenden Analysen, die von der Rechtsgeschichte, über die Religions- und Sozialgeschichte bis hin zu mentalitäts-, ideen- und handlungsgeschichtlichen Aspekten reichen, sind es vor allem Fragen zur Identitätsbildung, zur Formierung, Struktur und Festigung jüdischer Gemeinschaft sowie eigenständiger kultureller Deutungsmodelle, die Gotzmanns Arbeiten durchziehen. Einen weiteren Forschungsschwerpunkt bildet die Wissenschaftsgeschichte.
Seit 2003 ist er Sprecher des Projekt-Clusters ‚Jüdisches Heiliges Römisches Reich‘.

## Auszeichnungen (Auswahl)
- 2010: Rosl und Paul Arnsberg-Preis der Stiftung Polytechnische Gesellschaft für das Buch Jüdische Autonomie in der Frühen Neuzeit. Recht und Gemeinschaft im deutschen Judentum (2008)[3]

## Schriften (Auswahl)
Monographien:
- Jüdisches Recht im kulturellen Prozeß. Die Wahrnehmung der Halacha im Deutschland des 19. Jahrhunderts (= Schriftenreihe wissenschaftlicher Abhandlungen des Leo-Baeck-Instituts. 55). Mohr Siebeck, Tübingen 1997, ISBN 3-16-146761-2.
- Pluralismus als Gefährdung? In: Andreas Gotzmann, Vasilios N. Makrides, Jamal Malik, Jörg Rüpke: Pluralismus in der europäischen Religionsgeschichte. Religionswissenschaftliche Antrittsvorlesungen (= Europäische Religionsgeschichte. 1). Diagonal-Verlag, Marburg 2001, ISBN 3-927165-73-5, S. 35–52.
- Eigenheit und Einheit. Modernisierungsdiskurse des deutschen Judentums der Emanzipationszeit (= Studies in European Judaism. 2). Brill, Leiden u. a. 2002, ISBN 90-04-12371-7.
- Jüdische Autonomie in der Frühen Neuzeit. Recht und Gemeinschaft im deutschen Judentum (= Hamburger Beiträge zur Geschichte der deutschen Juden. 32). Wallstein, Göttingen 2008, ISBN 978-3-8353-0242-6.

Herausgeberschaften:
- mit Rainer Liedtke, Till van Rahden: Juden, Bürger, Deutsche. Zu Vielfalt und Grenzen in Deutschland (= Schriftenreihe wissenschaftlicher Abhandlungen des Leo-Baeck-Instituts. 63). Mohr Siebeck, Tübingen 2001, ISBN 3-16-147498-8.
- Kehilat Friedberg. 2 Bände. Bindernagel, Friedberg (Hessen) 2003; 
  - Band 1: Cilli Kasper-Holtkotte: Jüdisches Leben in Friedberg (16.–18. Jahrhundert) (= Wetterauer Geschichtsblätter. Band 50, 2003). 2003, ISBN 3-87076-093-1;
  - Band 2: Stefan Litt: Protokollbuch und Statuten der jüdischen Gemeinde Friedberg (16.–18. Jahrhundert) (= Wetterauer Geschichtsblätter. Band 51, 2003). 2003, ISBN 3-87076-094-X.
- mit Christian Wiese: Modern Judaism and Historical Consciousness. Identities, Encounters, Perspectives. Brill, Leiden u. a. 2007, ISBN 978-90-04-15289-2.
- mit Michael Brenner, Yfaat Weiss: Germans – Jews – Czechs. The Case of the Czech Lands (= Bohemia. Band 46, Nr. 1, 2005, ISSN 0523-8587). Oldenbourg, München u. a. 2005 (online).
- mit Stephan Wendehorst: Juden im Recht. Neue Zugänge zur Rechtsgeschichte der Juden im Alten Reich (= Zeitschrift für Historische Forschung. Beiheft. 39). Duncker & Humblot, Berlin 2007, doi:10.3790/978-3-428-52126-5.
- mit Karen Körber: Lebenswirklichkeiten. Russischsprachige Juden in der deutschen Einwanderungsgesellschaft (= Schriften des Jüdischen Museums Berlin. 5). Vandenhoeck & Ruprecht, Göttingen 2021, ISBN 978-3-525-30197-5.